# 泽普农场
泽普农场，是中华人民共和国新疆维吾尔自治区喀什地区泽普县下辖的一个乡镇级行政单位。

## 行政区划
泽普农场下辖以下地区：
塔格墩村、科克其艾日克村、塔合塔科瑞克村和古勒艾热克村。